# Quşçular
Quşçular è un comune dell'Azerbaigian situato nel distretto di Goranboy. Conta una popolazione di 749 abitanti.